# Associação Atlética Central Brasileira

Associação Atlética Central Brasileira foi um clube brasileiro de futebol da cidade de Cotia, localizada na grande São Paulo. Fundada em 15 de dezembro de 1980, suas cores rubro-negra. Teve nove participações no Campeonato Paulista de Futebol. Atualmente, encontra-se extinta.
A Associação Atlética Cotia disputou com muita dificuldade financeira o Campeonato da Terceira Divisão em 1986, necessitava de um parceiro para levar adiante seu projeto de profissionalização do futebol, e a Central Brasileira, famoso entreposto da cidade, assumiu a equipe no final de 1986. A partir daí, o clube passou a se chamar Associação Atlética Central Brasileira, também conhecida por Central Brasileira de Cotia, agora rubro-negra.
Logo no primeiro ano de competição com o novo nome, já na Terceirona, sagrou-se campeã da Quarta Divisão (atual Série A4), em 1988.[carece de fontes?] Em 1989, subiu novamente e participou da divisão de acesso, ou Segunda Divisão (atual A2), de 1990 até 1993.[carece de fontes?] Contudo, sem apoio em Cotia, encerrou as atividades e se mudou para Espírito Santo do Pinhal. Em 1994 e 1995, disputa a Terceira Divisão (atual A3) por esta cidade,[carece de fontes?] mas, novamente sem apoio, desativa definitivamente seu departamento de futebol.

## História dos Uniformes
Seu primeiro uniforme era metade preto, metade cinza, em degradê (gradiente) diagonal.
Depois, seu uniforme principal passou para totalmente amarelo.[carece de fontes?]
Posteriormente, seu uniforme era camisa vermelha e preta em listras verticais paralelas e calções brancos.
| 1º Uniforme 1980 | 1º Uniforme 1986 |  |

## Participações em Estaduais
| Competições                                           | Participações | Temporadas              |
| ----------------------------------------------------- | ------------- | ----------------------- |
| Campeonato Paulista - Segunda Divisão (atual A2)      | 4             | 1990, 1991,1992 e 1993. |
| Campeonato Paulista - Terceira Divisão (atual A3)     | 4             | 1986, 1989,1994 e 1995. |
| Campeonato Paulista - Quarta Divisão (atual Série A4) | 1             | 1988.                   |

- Associação Atlética Cotia - 1986.
- Associação Atlética Central Brasileira (Cotia) - 1988 , 1989 , 1990 , 1991 , 1992 e 1993.
- Associação Atlética Central Brasileira (Espírito Santo do Pinhal) - 1994 e 1995.

## Títulos
| ESTADUAL                       | ESTADUAL | ESTADUAL   | ESTADUAL |
| Competição                     | Títulos  | Temporadas |          |
| ------------------------------ | -------- | ---------- | -------- |
| Campeonato Paulista - Série A4 | 1        | 1988       |          |